# Igreja de Nossa Senhora do Carmo (Angra do Heroísmo)
A Igreja de Nossa Senhora do Carmo, também designada por Igreja de Santo Inácio de Loyola e Igreja do Colégio da Companhia de Jesus, popularmente conhecida como Igreja do Colégio ou Igreja dos Jesuítas, adossada ao Palácio dos Capitães-Generais, localiza-se no Largo Prior do Crato, junto ao Jardim Duque da Terceira, no Centro Histórico de Angra do Heroísmo, na Ilha Terceira, nos Açores.
Encontra-se classificada como Imóvel de Interesse Público pelo Decreto 735/74, DG 297 de 21 de Dezembro de 1974, e incluida no conjunto classificado da Zona Central da Cidade de Angra do Heroísmo.

## História
A igreja, erguida pelos religiosos da Companhia de Jesus sob a invocação de Santo Inácio de Loyola, integra o conjunto do Palácio dos Capitães-Generais, sendo visitável no período do Verão, dentro do percurso museológico do palácio. Atualmente (2017) está encerrada para obras de reabilitação e restauro. Quando da sua fundação, tinha por destino servir o Colégio da Companhia de Jesus em Angra. Os seus alicerces foram abertos em 1636-1637, e a sua abertura ao culto religioso data de 17 de Junho de 1651. A 27 de julho de 1652 foi para aí transladado, em procissão solene, o Santíssimo Sacramento que os jesuítas conservavam na sua primeira casa, na Rua de Jesus.
Após a expulsão da Ordem dos Jesuítas do país, à época do Marquês de Pombal, ficou abandonada até que o 3.º Capitão General dos Açores, D. Lourenço José Boaventura de Almada, no âmbito da requalificação das instalações do antigo Colégio que o transformou em Palácio, cedeu as dependências do templo para a Ordem Terceira do Carmo.
Danificada pelo terramoto de 1980, encontra-se em processo de restauração desde então.
A Ordem Terceira do Carmo promove, anualmente, a Festa em honra de Nossa Senhora do Carmo no dia 16 de julho.

## Características
A igreja encontra-se implantada no cimo de ampla escadaria. A sua fachada sóbria e imponente, não apresenta torre sineira, conforme o projeto original dos jesuítas, que com isso pretendiam que o templo se assemelhasse a uma casa.
No seu interior, de amplas dimensões e nave única, destacam-se o teto abobadado em caixotões de madeira, a rica talha dourada, pinturas e painéis azulejos dos séculos XVII e XVIII, além de painéis em marchetaria (madeira de cedro-do-mato e jacarandá), distribuídos por duas capelas laterais. O teto da capela-mor é igualmente em madeira, pintada e dourada.
No coro alto, sustentado por duas colunas de madeira torneada, destaca-se um antigo órgão. Construído em 1798 por António Xavier Machado e Cerveira, foi restaurado em 1990 por Dinarte Machado.